# Roamingförordningen
Roamingförordningen, eller förordning (EU) 2022/612  (tidigare förordning (EU) nr 531/2012), är en förordning som reglerar villkoren för roaming inom Europeiska unionen. Den utgör en del av harmoniseringslagstiftningen för den inre marknaden. Genom EES-avtalet gäller förordningen även i Island, Liechtenstein och Norge. Den gällde i Storbritannien under en övergångsperiod fram till och med den 31 december 2020 i enlighet med avtalet om Storbritanniens utträde ur Europeiska unionen.
Roamingförordningen reglerar både avgifterna mobiloperatören kan ålägga sina abonnenter för att använda telefon- och datatjänster utanför sin egen medlemsstat, och grossistpriset operatörerna kan belasta varandra när abonnenterna gästar varandras nätverk.
Den nuvarande roamingförordning gäller fram till och med den 30 juni 2032. Innan dess gällde den tidigare roamingförordningen.

## Historia
Sedan 2007 har roamingförordningen minskat de maximala roamingavgifterna som är tillåtna.
År 2006 föreslog kommissionen att fastställa ett maximipris. Den föreslagna förordningen, förordning (EU) 717/2007 godkändes av Europaparlamentet och Ministerrådet, och trädde ikraft juni 2007. Både grossistpriset och slutanvändarpris har reglerats sedan 30 augusti 2007. Maximipriserna blev ytterligare sänkta 2008 och 2009. Förordningen införde även att kunder skall motta ett SMS med information om de avgifter som gäller för roamingtjänster, när de anländer till en annan medlemsstat. Ursprungligen blev åtgärderna införda temporärt och skulle sluta gälla 30 juni 2010.
Lagen blev ändrad 2009 baserat på en genomgång av 2007-förordningen. Utlöpsdatumet blev förlängt till 30 juni 2012 och utökades till att också gälla för SMS och dataroaming. Det blev även ytterligare årliga reduktioner i prisutvecklingen fram till regleringens utlöpsdatum och för obligatorisk fakturering per sekund, efter 30 sekunder för samtal, och per sekund fakturering för mottagna anrop. Förordningen ändrades 2015 så att den från och med den 15 juni 2017 helt tar bort extra avgifter för roaming i det allmänna mobilnätet inom unionen. 
Efter att ha funnit att marknadsförhållandena inte rättfärdigade borttagandet av roamingreglering i EES, ersatte EU lagen 2012. I förordning (EU) 531/2012 skall pristaket på slutanvändarpriset sluta gälla 2017 och grossistpriset 2022.
I december 2016 röstade ledamöterna i medlemsstaterna för att avskaffa alla roamingavgifter senast juni 2017 genom antagande av förordning (EU) 2015/2120.

### Roam like at home (RLAH)
Europeiska kommissionen (EU-kommissionen) föreslog 2013 att etablera en inre marknad för elektronisk kommunikation i Unionen och att avskaffa roamingavgifter.  Förslaget godkändes av Europaparlamentet den 3 april 2014 med rösterna 534 för och 25 emot. Det framtagna förslaget skulle ha avlägsnat roamingavgifterna från 15 december 2015 . Innan förslaget kunde träda i kraft var tvunget att godkännas av Europeiska unionens råd, som förkastade slutsatserna i förslaget.
Förordning (EU) 2015/2120, som vidtagits 25 november 2015, medförde en gradvis reduktion av roamingavgifter innanför EES. Som en övergångsperiod, från maj 2016, blev priset för roaming inom EES ersatt av en maximiavgift för roamingtjänster som kunde belastas i tillägg till det kunden betalade inrikes. Detta ökade emellertid inte roamingkostnaden för kunder vars inrikestaxa plus tilläggsavgiften blev högre än det existerande pristaket. Det minskade kostnaderna för kunder med lägre inrikespriser eller som betalade för kvoter för bruk av en bestämd tjänst.
Förordningen förpliktigade även kommissionen till att innan juni 2016 rapportera till Europaparlamentet med förslag till lagstiftning för reglering av grossistpriserna på roaming i EU i syfte att eliminera övergångsavgifterna för roaming före juni 2017. Efter förslaget från kommissionen kom Europaparlamentet och medlemsstaterna fram till ett avtal den 31 januari 2017 där grossistpriserna sattes till:
- €0,032 per minuts samtal, från 15 juni 2017
- €0,01 per SMS, från 15 juni 2017
- En stegvis reduktion över 5 år för data; €7,7/GB (från 15 juni 2017) till €6/GB (01/01/2018), €4,5/GB (01/01/2019), €3,5/GB (01/01/2020), €3/GB (01/01/2021) och €2,5/GB (01/01/2022)

Den 8 februari 2017 godkände medlemsländernas ambassadörer avtalet om grossistpristaket som gjorde slut på mobila roamingavgifter i EES från 15 juni 2017.

#### Policy om normal användning
Mobiloperatörerna får tillämpa en policy för normal användning för att kunna ge alla kunder möjlighet att använda telefonen utan extra roamingavgift när de reser i EU. Operatörerna får göra rättvisa, rimliga och proportionerliga kontroller för att förhindra att reglerna missbrukas.

### Ny roamingförordning
Den ursprungliga roamingförordningen gällde fram till och med den 30 juni 2022. Sedan den 1 juli 2022 gäller en omarbetning av förordningen – förordning (EU) 2022/612. Denna förordning baserar sig på ett förslag som presenterades av Europeiska kommissionen den 24 februari 2021, och som antogs av Europaparlamentet och Europeiska unionens råd i början av april 2022 efter en politisk överenskommelse i december 2021. Förordningen gäller fram till och med den 30 juni 2032.

## Pris från Sverige till andra EES-länder
Förordningen gäller inte när man ringer från Sverige och till andra EU/EES-länder.
År 2013 föreslog EU-kommissionen att reglera internationella samtal inom EES, fast det avvisades av Europaparlamentet och Rådet.
2018 vidtog Europaparlamentet och Rådet en reform av EU:s telekomregler. Enligt det provisoriska avtalet blir avgifterna för samtal inom EU minskade till 19 cent för telefonsamtal och 6 cent för SMS innan 2019. När parlamentet och Rådet godkänner det provisoriska avtalet, kommer medlemsstaterna ha två år på sig att införa europeiskt regelverk för elektronisk kommunikation, Europaparlaments- och rådsdirektiv (EU) 2018/1972 i nationell lagstiftning.
Enligt förordning (EU) 2018/1971 av 11 december 2018 ska priset (exklusiv moms) kunderna betalar för reglerad kommunikation inom EES inte överstiga 0,19 EUR per minut för samtal och EUR 0,06 per SMS besked från 15 maj 2019 .

## Territoriellt tillämpningsområde
Roamingförordningen gäller i de 28 EU-länderna samt, genom EES-avtalet, i Island, Liechtenstein och Norge. EU-länderna har använt roamingförordningen sedan 30 augusti 2007, och de övriga EES-länderna sedan 1 januari 2008. 
| - Belgien - Bulgarien - Cypern - Danmark - Estland - Finland - Frankrike - Grekland - Irland - Island - Italien | - Kroatien - Lettland - Liechtenstein - Litauen - Luxemburg - Malta - Moldavien (från och med 1 januari 2026) - Nederländerna - Norge - Polen - Portugal - Rumänien | - Slovakien - Slovenien - Spanien - Sverige - Tjeckien - Tyskland - Ungern - Österrike - Ukraina (från och med 1 januari 2026) |

Den fjärde medlemmen av EFTA, Schweiz, är inte medlem av EES-avtalet, men är i stället knutet till EU genom flera bilaterala avtal. Trots nära förbindelser med EU på flera områden gäller förordningen inte för Schweiz, och roamingavgifter är betydligt högre för EES-medborgare som roamar i Schweiz, och för Schweizare som roamar i EES.

## Pris
Maximalt pris att betala (MVA inte inkluderat) 
|                                  | 1 juli 2014 | 30 april 2016                 | 15 juni 2017                      |
| -------------------------------- | ----------- | ----------------------------- | --------------------------------- |
| Ringa samtal (per minut)         | 0,19 €      | samma pris som hemma + 0,05 € | inget extra, samma pris som hemma |
| Ta emot samtal (per minut)       | 0,05 €      | 0,0114 €                      | inget extra, samma pris som hemma |
| SMS                              | 0,06 €      | samma pris som hemma + 0,02 € | inget extra, samma pris som hemma |
| Internet (ladda ner data per MB) | 0,2 €       | samma pris som hemma + 0,05 € | inget extra, samma pris som hemma |